# Idiomas de Filipinas

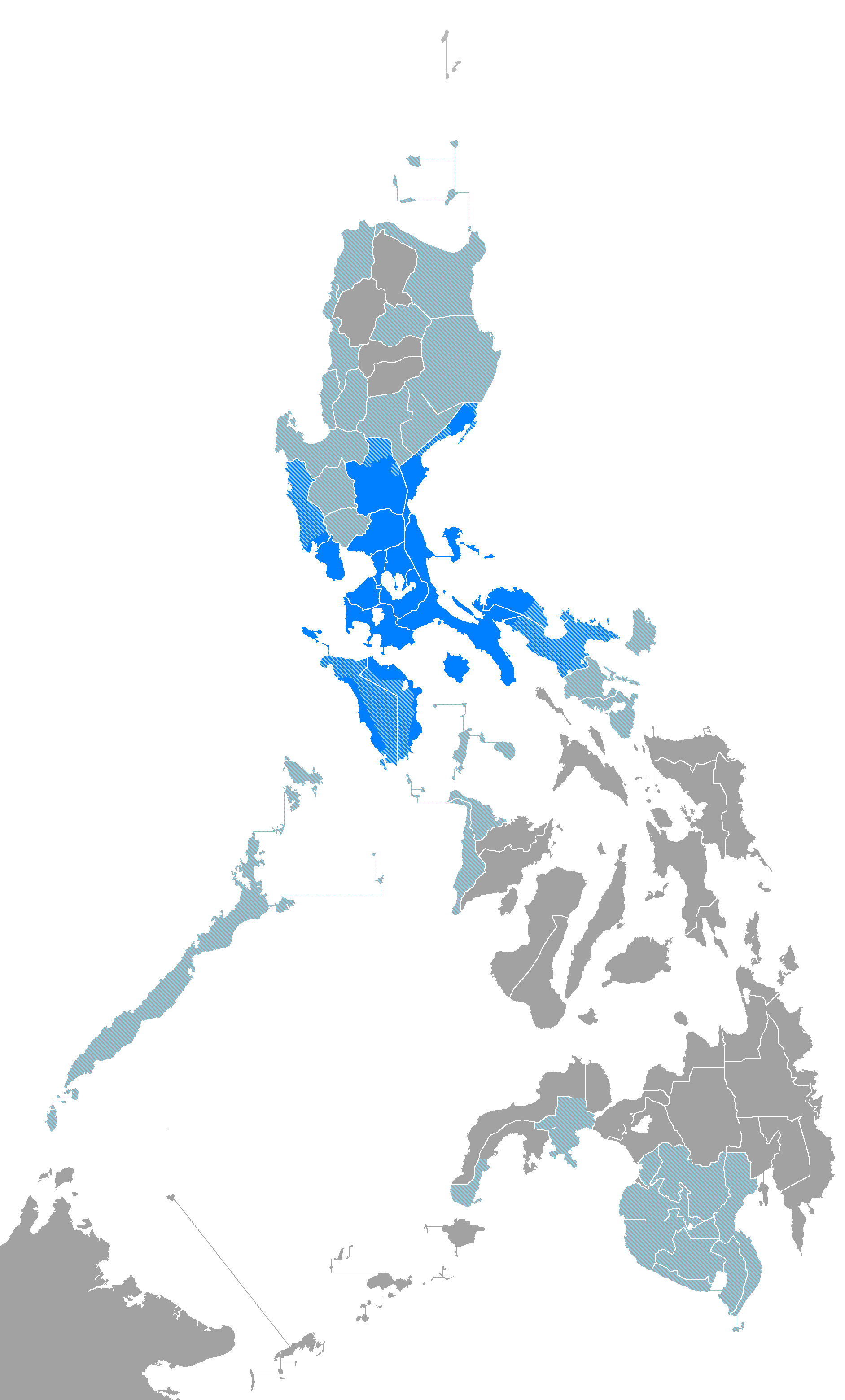
Idioma tagálog.

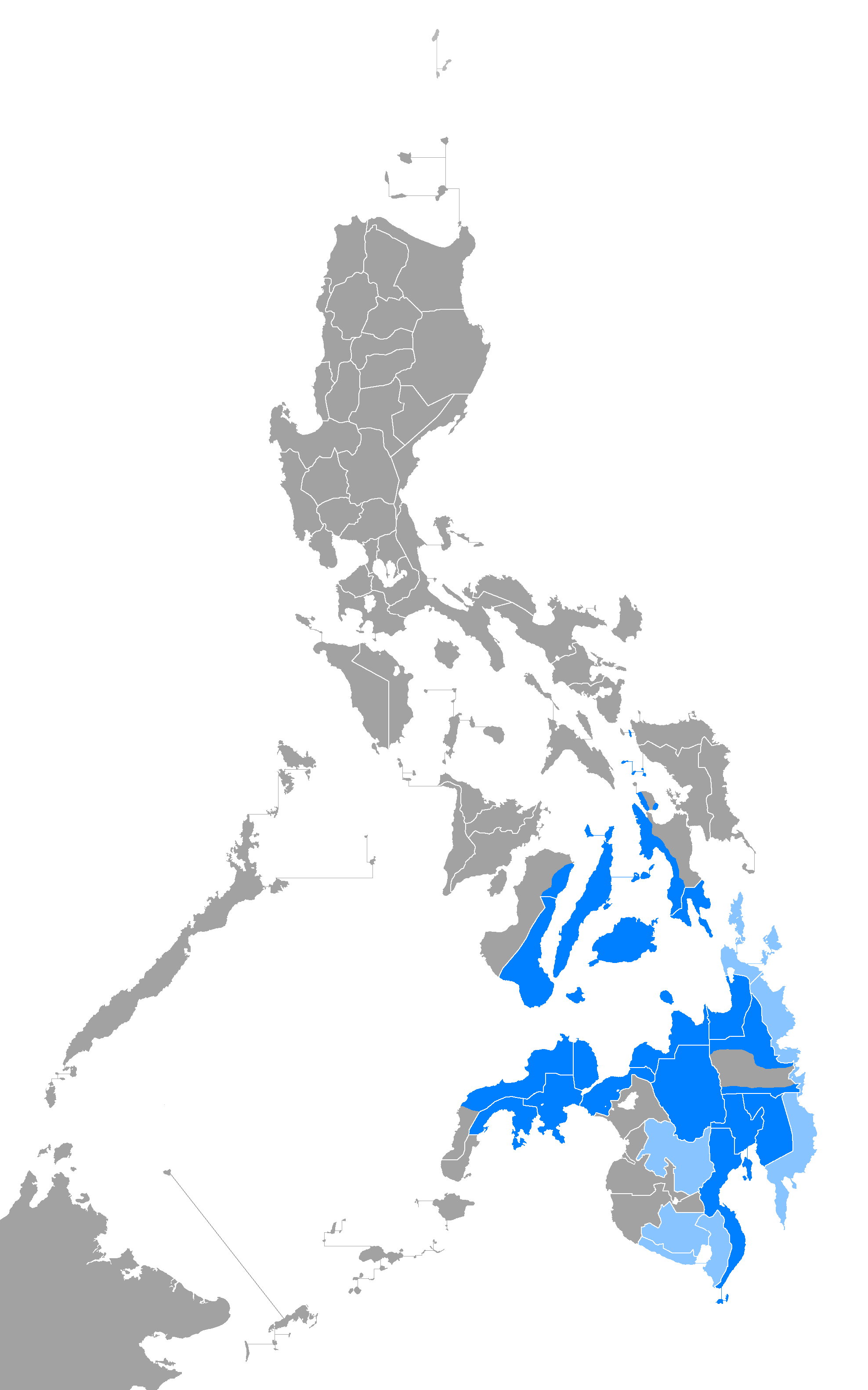
Idioma cebuano (sugbuanon).

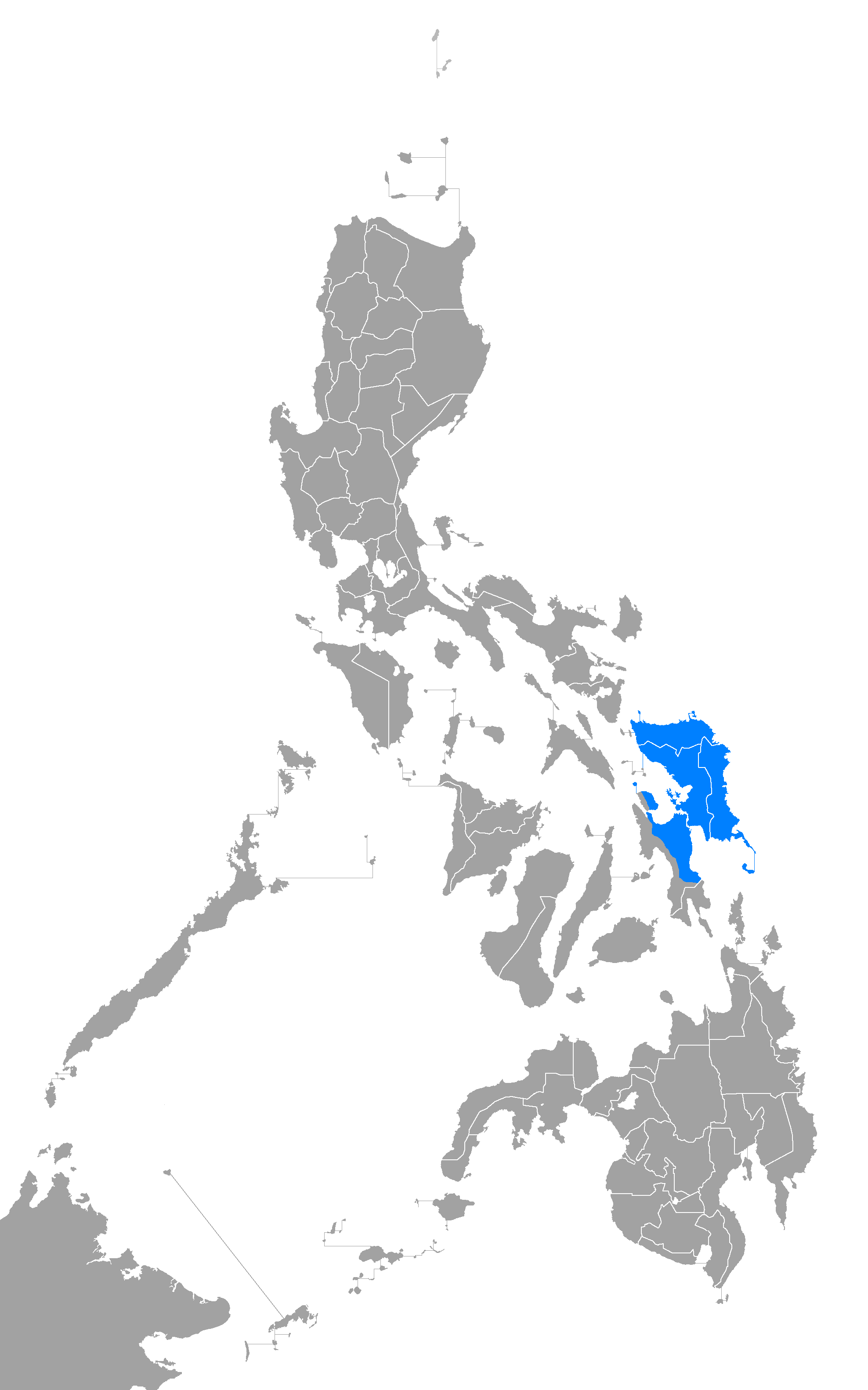
Idioma samareño (waray-waray).

En Filipinas se hablan entre 130 y 195 idiomas, dependiendo del método de clasificación utilizado. Casi todas pertenecen a la familia de las lenguas malayo-polinesias, originarias del archipiélago. Además, en algunas comunidades se hablan variedades criollas con influencia del español, conocidas generalmente como chavacano, así como ciertas variedades locales de chino. La Constitución de 1987 establece el filipino, una versión estandarizada de facto del tagalo, como lengua nacional y oficial junto con el inglés. El filipino está regulado por la Comisión del Idioma Filipino y funciona como una lengua franca utilizada por filipinos de diversos orígenes etnolingüísticos.Además la Ley de la República 11106 declara la Lengua de Señas Filipina (FSL, por sus siglas en inglés) como la lengua de señas oficial del país y como el idioma oficial del gobierno filipino para comunicarse con la comunidad sorda. 
Aunque el filipino se utiliza para la comunicación entre los diversos grupos lingüísticos del país y en la cultura popular, el gobierno opera principalmente en inglés. Si se incluye a quienes lo hablan como segunda lengua, hay más hablantes de filipino que de inglés en Filipinas. La Constitución otorga a las demás lenguas regionales un estatus auxiliar oficial en sus respectivas áreas, aunque no especifica cuáles son estas lenguas. Algunas de estas lenguas regionales también se emplean en el ámbito educativo.
Los sistemas de escritura indígenas de Filipinas, como el kulitan, el tagbanuá y otros, se utilizan muy poco. En su lugar, las lenguas filipinas se escriben actualmente con el alfabeto latino, debido a la influencia de la colonización española y estadounidense. El baybayin, aunque en general no se comprende, es uno de los sistemas de escritura indígenas más conocidos y se emplea principalmente en aplicaciones artísticas, como en los billetes filipinos actuales, donde la palabra «Pilipino» aparece inscrita en este sistema. Además, en las zonas musulmanas del sur de Filipinas se utiliza el alfabeto árabe.
El tagalo y el cebuano son las lenguas nativas más habladas. El filipino y el inglés son los idiomas oficiales de Filipinas. Estas lenguas oficiales se han utilizado como principales medios de instrucción en las escuelas, permitiendo que las lenguas maternas funcionen como idiomas auxiliares en la enseñanza. El Departamento de Educación de Filipinas (DepEd) ha impulsado iniciativas a lo largo de los años para promover el uso de las lenguas maternas como medios de instrucción.

## El español
El español hace algunas décadas que cesó como primera lengua, salvo por lo que respecta a algunas docenas de familias mestizas terciadas y de origen español en su gran mayoría. Como segundo o tercer idioma es todavía hablado por bastantes personas de la tercera edad. El idioma criollo chabacano es la lengua criolla española, hasta tiempos recientes cuantitativamente subestimada en razón de su carácter suprarregional, que la convierte en fenómeno único y polarizadamente multiplicado. Actualmente se estima que es hablada entre 2 y 3 millones de personas en las provincias de Zamboanga, Zamboanga del Norte, Zamboanga Sibugay, Zamboanga del Sur, Basilán, Cavite, Cotabato, Dávao y Tawi-Tawi.
En 1593 se funda la primera "gaceta" o periódico en español. Una gran porción de la historia colonial de las Filipinas se escribe en español hasta bien entrado el siglo XX. Muchos títulos de tierras, contratos, periódicos y literatura, e incluso nombres propios y apellidos todavía se redactan en español. Hay aproximadamente 5000 raíces españolas en tagalo y alrededor de 6000 raíces españolas en bisayo y otros dialectos.
El número de hablantes con capacidad de comunicación en español varía según las fuentes; algunas lo elevan a cuatro millones, mientras que otras, más pesimistas, lo sitúan en solo unos millares. En efecto, el número de hablantes nativos de español ha decaído desde mediados del siglo XX debido a la sistemática política de deshispanización llevada a cabo por el sistema colonial estadounidense, el cual perpetró genocidios durante la guerra filipino-estadounidense y mediante bombardeos indiscriminados sobre la población hispanofilipina de Manila durante la Segunda Guerra Mundial. No obstante, en los últimos tiempos se observa un ascenso del español como segunda lengua de la educación, al tiempo que su difusión se promueve también en diversos medios como seña nacional de la identidad filipina. Desde el Gran Manila, y a nivel nacional, la emisora radiofónica "Sabor Latino" emite 24 horas en español. Asimismo, hay que contar las emisoras locales que en Mindanao transmiten en chabacano. Hay todavía miembros de la comunidad mestiza hispano-filipina que utiliza el español como lengua del hogar y como lengua de tienda. Muchos de ellos, residentes en el extranjero, también la mantienen. Más aún, se están registrando casos de una nueva, pero de momento reducidísima, generación de hispanizantes que, a pesar de no ser hispanohablantes nativos, están educando en casa a sus hijos en español.
Tras diversos estudios, especialmente de Antonio Quilis, importantes pero casi meramente técnicos, el siglo XXI ha deparado nuevas investigaciones que vienen a modificar el estado de cosas en la materia. Es el caso de los trabajos de Mauro Fernández sobre el idioma chabacano y el libro de Isaac Donoso, elaborado en equipo, Historia cultural de la lengua española en Filipinas (2012).
Filipinas ha contado desde el siglo XVI con prensa nacional publicada en español de manera prácticamente ininterrumpida, siendo la última en desaparecer en el 2009 el semanario "Nueva Era", fundado el 12 de octubre de 1935 por don Emilio Inciong, y siendo su director desde 1985 el coordinador de la Academia Filipina de la Lengua Española el Sr. D. Guillermo Gómez Rivera, entidad hermana de la Real Academia Española (RAE). Subsiste una revista y algún boletín publicados por el Instituto Cervantes de Manila, en la actualidad el mayor centro de difusión del idioma.
No han faltado literatos filipinos que, paradójicamente, optaron por el español como lengua literaria durante las primeras décadas del siglo, en plena dominación norteamericana. Entre ellos destaca sobre todo el padre de la patria filipina, José Rizal y Mercado, y tras él la muestra que ofrece año a año todos cuantos recibieron el Premio Zóbel, instituido para galardonar la creación literaria en español.  Entre estos se cuentan  Guillermo Gómez Windham, Evangelina Guerrero, Adelina Gurrea, Jesús Balmori, Guillermo Gómez Rivera,Enrique Fernández Lumba...
El característico fenómeno de la emigración y diáspora filipina durante la segunda mitad del siglo XX ha dado lugar a la existencia de una reducida pero significativa literatura hispanofilipina fuera del país. Es el caso, por ejemplo, de Edmundo Farolán, escritor filipino en español residente en Canadá. El premio referido ha quedado en suspenso a principios del siglo XXI, si bien los patrocinadores no descartan volverlo a relanzar. 
Desde 2015 existe el Premio José Rizal de las Letras Filipinas, entregado en su primera edición a Guillermo Gómez Rivera por su novela de carácter legendario, antropológico y político Quis ut Deus. Asimismo, se han establecido otros premios, también en ámbito académico: Antonio Abad y Rafael Palma.
Actualmente, la más importante publicación cultural en español es digital y, en consecuencia, ha podido imponerse sobrepasando todas las grandes dificultades de comunicación geográfica tanto dentro como fuera del país: Revista Filipina.

## Idioma nacional
Durante más de tres siglos, el español fue la lengua oficial del país. Después de la Guerra Hispano-estadounidense de 1898, el español fue reafirmado como la lengua oficial en la Constitución de Malolos.
Bajo la ocupación y dominación de Estados Unidos, el inglés comenzó a ser enseñado en escuelas. La Constitución de 1935 agregó oficialmente el inglés como lengua oficial junto a español. Una disposición en esta constitución también llamó para que el congreso "tome medidas hacia el desarrollo y la adopción de una lengua nacional común basada en una de las lenguas maternas existentes." El 12 de noviembre de 1937, la primera Asamblea Nacional creó un instituto de la lengua nacional. El presidente Manuel L. Quezon designó al hablante nativo de samareño Jaime C. De Veyra para presidir un comité de los hablantes de otros idiomas regionales. Su propósito era seleccionar una lengua nacional entre las otras lenguas regionales. El tagalo fue elegido en 31 de diciembre de 1937.
Desde 1939, en un esfuerzo de desarrollar la unidad nacional, el gobierno ha promovido el uso de la lengua nacional oficial, el filipino que es simplemente el tagalo. El inglés, que fue introducido bajo el gobierno colonial y del protectorado americano, se trata como la segunda lengua oficial y se utiliza en el gobierno, la educación y el comercio. Fray Sebastián de Totanés, fraile franciscano español que viajó a Filipinas e hizo un manual de la lengua tagala llamado Arte de la lengua tagala, nació en Totanés, provincia de Toledo, en el año 1688.
Hoy otros idiomas hablados en Filipinas incluyen chino (min nan ("fukien"), algunos pocos hablantes de cantonés, y mandarín) entre los miembros de las comunidades, y de los dialectos malayo-chino y chino-filipino (relacionado con la antigua rama dialectal chino-española de Mindanao); árabe, hindi entre algunos miembros de la población musulmana e hindú. El español fue lengua oficial entre 1565 y 1973, y conservó un estado de semioficialidad hasta 1986.
En la actualidad se enseñan el filipino/tagalo e inglés en todas las escuelas, si bien parece ser que debido al fracaso escolar, la enseñanza primaria volverá a impartirse en las lenguas locales reconocidas, dejando el tagalo y el inglés para la secundaria y la enseñanza superior. Hasta ahora, en la mayoría de las escuelas se enseñan ciencia y matemáticas en inglés, e historia y literatura en tagalo.
El español se enseña como lengua optativa en unos pocos colegios e institutos de Filipinas. En este sentido, el 23 de febrero de 2010, durante la V Tribuna España-Filipinas se alcanzó el acuerdo entre el Ministerio de Educación de Filipinas, el Ministerio de Educación de España, el Instituto Cervantes y la Agencia Española de Cooperación Internacional para el Desarrollo (AECID), por el que se pretendía ir aumentando el, aún muy reducido, número de centros (no llegaban a 25) hasta llegar a la totalidad (decenas de miles). El actual recorte de fondos para la cooperación y la prácticamente nula aportación del Gobierno filipino a dicho programa siembra más sombras que luces en el proyecto.

## Otras lenguas autóctonas
La mayor parte de las lenguas autóctonas de Filipinas pertenecen a la rama filipina de las lenguas austronesias. Estas lenguas habrían llegado a Filipinas hace unos 4000 años. El proto-filipino ha sido reconstruido razonablemente sobre la base de las 150 lengua filipinas existentes actualmente que descendería de esa lengua. Alguna de las lenguas filipinas contienen algo de vocabulario no austronesio, que presumiblemente procedería de las lenguas anteriores habladas por pueblos negroides que poblaban el archipiélago antes de la llegada de los austronesios. Los subrupos lingüísticos agta, alta, arta, sinauna y ayta hablados por los descendientes austronesizados de los primeros pobladores contienen entre un 28% y un 5% de vocabulario no austronesio.